# District de Baherden
Le district de Baherden est un district situé dans la province d'Ahal, au Turkménistan,.

## Histoire

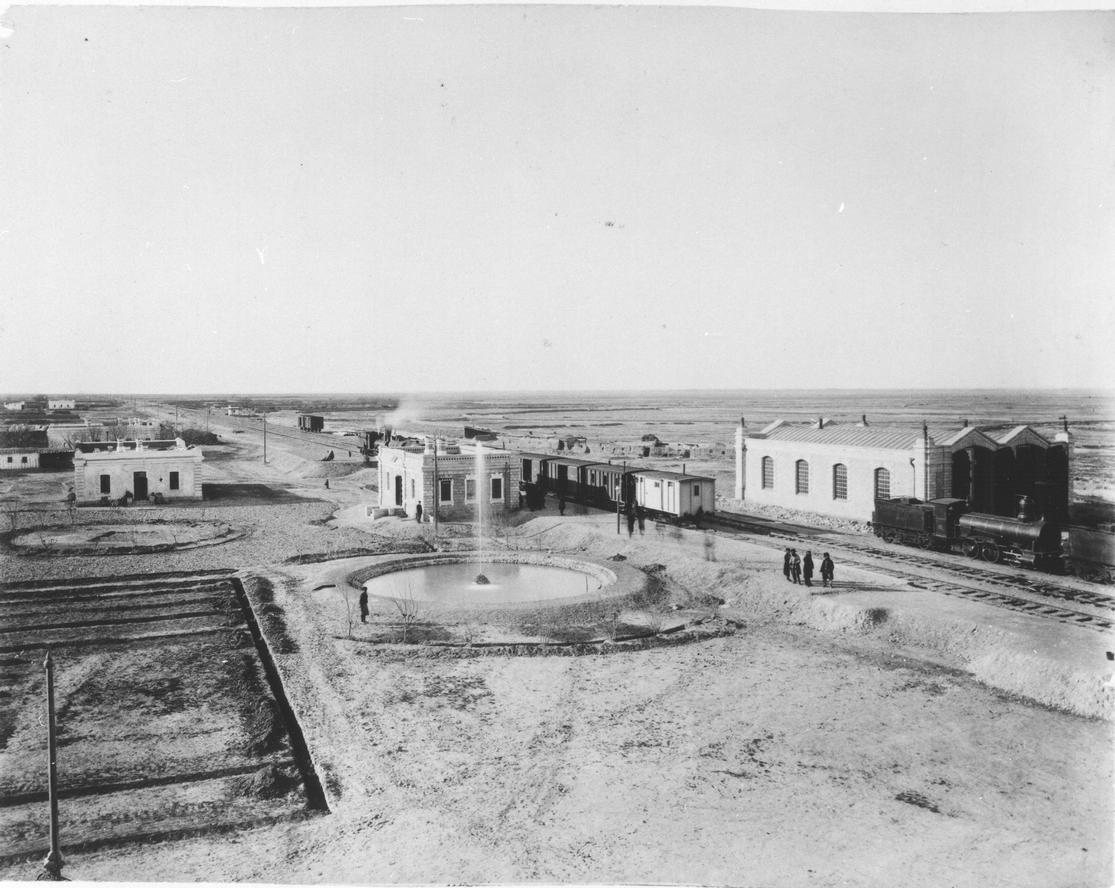
La gare centrale de la ville de Bäherden sur le chemin de fer transcaspien (années 1890).

Le district a été formé en janvier 1926 sous le nom de Bakharden (Bäherden) sous l’autorité du district de Poltoratsk de la RSS turkmène. En août 1926, le district de Poltoratsk a été aboli et le district de Bakharden est devenu directement subordonné à la RSS turkmène. Durant les années 1990, le district a été placé sous l’administration de la province d’Ahal.
Entre 2003 et 2018, le district a été connu sous le nom de Baharly (Baharly veut dire printemps en turkmène). Le 5 janvier 2018, par résolution parlementaire, la ville et le district de Baharly ont repris le nom de Bäherden.

## Subdivisions administratives
- Centre administratif
  - Bäherden
- Villes (şäherçeler)
  - Arçman (y compris les villages de Keletdag et Täzeoba)
- Conseils de village (geňeşlikler)
  - Akdepe
  - Bami (avec Ymarat)
  - Börme
  - Döwgala
  - Durun
  - Garagan
  - Garawul (avec Könegümmez)
  - Kirpili (avec Atabeg, Hajyölen et Sözenlioýy)
  - Mürçe (avec Etegoýy et Tagyoýy)
  - Nohour
  - Saýwan (avec Deşt)
  - Sünçe
  - Ýaraji (avec Kelete)